# Joseph Levis
Joseph Louis Levis (* 20. Juli 1905 in Boston; † 20. Mai 2005 in Brighton) war ein US-amerikanischer Florettfechter.

## Leben
Joseph Levis nahm an drei Olympischen Spielen teil. 1928 in Amsterdam belegte er im Einzel den elften sowie mit der Mannschaft den fünften Rang.
Bei den Olympischen Spielen 1932 in Los Angeles erreichte er im Einzel die Finalrunde, die er mit 6:3-Siegen hinter dem ungeschlagenen Gustavo Marzi auf dem Silberrang abschloss. Mit der Mannschaft zog er ebenfalls in die Finalrunde ein und erhielt hinter Frankreich und Italien Bronze. Vier Jahre darauf schied er in Berlin im Einzel im Halbfinale aus, während er mit der Mannschaft den fünften Platz belegte.
Levis war verheiratet. Sein Sohn Roberto Levis nahm für Puerto Rico an den Olympischen Spielen 1972 in München im Degenfechten teil.